# Francisco Piguillem y Verdacer
Francesc Piguillem i Verdacer
Francisco Piguillem y Verdacer, ou Francesc Piguillem i Verdacer, selon la graphie catalane (Puigcerdà, diocèse d'Urgell, 17 janvier 1770 ― Puigcerdà, 21 août 1826), était un médecin espagnol d’origine catalane.
Il exerça la médecine dans sa ville natale avant d’être nommé professeur de clinique au collège Saint-Charles de Barcelone. Premier en Espagne à administrer le vaccin anti-variolique en décembre 1800, il joua un rôle de pionnier dans la diffusion de la vaccination jennérienne en Espagne.

## Biographie
Fils du docteur Pere Martí Piguillem, médecin également, et de Teresa Verdacer, il fit des études à Cervera, où il obtint en 1790 sa licence en médecine. Il sut ensuite se distinguer dans sa profession de médecin et surtout dans le professorat. Il exerçait dans sa ville natale de Puigcerdà, lorsqu’il effectua, en décembre 1800, à l’aide de lymphe vaccinale qu’il avait fait venir de Paris, les premières expériences en Espagne avec le vaccin anti-variolique découvert peu d’années auparavant par Edward Jenner. Il poursuivit ses vaccinations à Barcelone, et informa de ses résultats la Commission de vaccination de Paris. De Barcelone, il fit parvenir la vaccine, transportée sous verre, à d’autres villes espagnoles. 
Nommé titulaire de la chaire de clinique à l’université de Barcelone en 1817, il se signala par son action lors de l’épidémie de fièvre jaune qui sévit dans cette ville en 1821, et durant laquelle il se lia d’amitié avec le médecin français Étienne Pariset dépêché sur place comme observateur. Cette même année, il fonda la revue médicale Periódico de la Sociedad de Salud Pública. Il sera nommé sous-délégué du protomedicato (très schématiquement, ordre des médecins sous l’ancien régime) en Catalogne. Son travail et ses publications lui vaudront les éloges de savants espagnols et étrangers, notamment du déjà nommé Étienne Pariset.

## Publications
- Filosofía química ó verdades Fundamentales de química moderna por A. F. Furcroy, traduction du français (1793)
- Discurso al empezar las lecciones de medicina práctica (Discours d’introduction aux cours de médecine pratique, 1817)
- La vacuna en España (la Vaccination en Espagne, 1801)
- Memoria sobre la calentura amarilla (Mémoire sur la fièvre jaune, 1804)